# Simone Malusà
Simone Malusà (ur. 26 stycznia 1974 w Ivrei) – włoski snowboardzista. Zajął 30. miejsce w snowcrossie na igrzyskach olimpijskich w Vancouver. Jego najlepszym wynikiem na mistrzostwach świata w snowboardzie było 8. miejsce w snowcrossie na mistrzostwach w Whistler. Najlepsze wyniki w Pucharze Świata w snowboardzie osiągnął w sezonie 2003/2004, kiedy to zajął 2. miejsce w klasyfikacji snowcrossu.

## Sukcesy

### Igrzyska olimpijskie
| Miejsce | Dzień     | Rok  | Miejscowość | Konkurencja    | Zwycięzca    |
| ------- | --------- | ---- | ----------- | -------------- | ------------ |
| 33.     | 14 lutego | 2006 | Turyn       | Snowboardcross | Seth Wescott |
| 30.     | 15 lutego | 2010 | Vancouver   | Snowboardcross | Seth Wescott |

### Mistrzostwa Świata
| Miejsce | Dzień       | Rok  | Miejscowość          | Konkurencja    | Zwycięzca           |
| ------- | ----------- | ---- | -------------------- | -------------- | ------------------- |
| 12.     | 28 stycznia | 2001 | Madonna di Campiglio | Snowboardcross | Guillaume Nantermod |
| 41.     | 19 stycznia | 2003 | Kreischberg          | Snowboardcross | Xavier de le Rue    |
| 8.      | 16 stycznia | 2005 | Whistler             | Snowboardcross | Seth Wescott        |
| 22.     | 14 stycznia | 2007 | Arosa                | Snowboardcross | Xavier de Le Rue    |
| 26.     | 18 stycznia | 2009 | Kangwŏn              | Snowboardcross | Markus Schairer     |

### Puchar Świata

#### Miejsca w klasyfikacji generalnej
- 1997/1998 – 78.
- 1999/2000 – 50.
- 2000/2001 – 43.
- 2001/2002 – –
- 2002/2003 – –
- 2003/2004 – –
- 2004/2005 – –
- 2005/2006 – 95.
- 2006/2007 – 94.
- 2007/2008 – 78.
- 2008/2009 – 124.
- 2009/2010 – 260.

#### Miejsca na podium
1. Madonna di Campiglio – 9 lutego 2000 (Snowcross) – 2. miejsce
2. Morzine – 13 stycznia 2001 (Snowcross) – 2. miejsce
3. Whistler – 20 grudnia 2001 (Snowcross) – 1. miejsce
4. Kreischberg – 26 stycznia 2002 (Snowcross) – 3. miejsce
5. San Candido – 29 stycznia 2003 (Snowcross) – 2. miejsce
6. Whistler – 11 grudnia 2003 (Snowcross) – 2. miejsce
7. Arosa – 17 stycznia 2004 (Snowcross) – 1. miejsce
8. Valle Nevado – 16 września 2004 (Snowcross) – 3. miejsce
9. Lake Placid – 8 marca 2007 (Snowcross) – 3. miejsce

- W sumie 2 zwycięstwa, 4 drugie i 3 trzecie miejsca.